# Медно-закисный выпрямитель

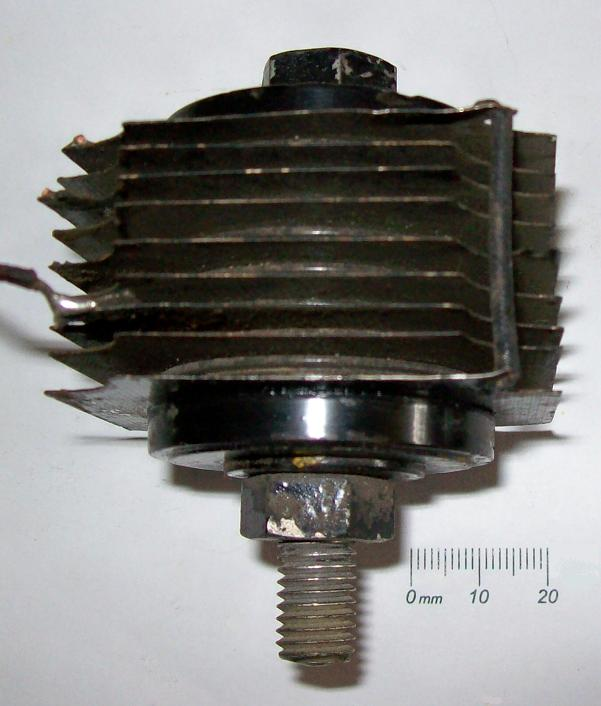

Ме́дно-за́кисный выпрями́тель, или ку́проксный выпрямитель, иногда называемый металлическим выпрямителем, жаргонное название — ку́прокс, — выпрямительный вентиль; полупроводниковый диод, в качестве полупроводникового материала у которого используется закись меди.
Один из первых типов промышленно выпускаемых выпрямительных приборов, с рабочим током до нескольких ампер.
В настоящее время устарел и представляет только исторический интерес.

## История
Медно-закисные выпрямители впервые были созданы в США в 1927 г. Позже они стали выпускаться в Англии фирмой «Вестингауз», и получили название «вестектор» (акроним от «Вестингауз» и «детектор»).
В СССР также были созданы и промышленно выпускались медно-закисные выпрямители, получившие название «цвитекторы» (акроним от ЦВИ — Центральная всесоюзная исследовательская радиолаборатория (НРЛ в г. Горький, там впервые в СССР (1935 год) и был разработан прибор) и детектор).
В ранних модификациях популярного и массово выпускаемого переносного измерительного прибора ТТ-1 купроксные выпрямители использовались в цепи измерения переменного напряжения до середины 50-х годов 20 века.
В связи со своими недостатками (низкое обратное напряжение, низкая рабочая температура, малое отношение прямого и обратного сопротивления) купроксные приборы технически устарели и сейчас вытеснены из употребления более совершенными выпрямительными полупроводниковыми приборами.

## Принцип действия
Принцип действия купроксного выпрямителя основан на эффекте Шоттки, поскольку для выпрямления используется контакт металла (медь) и полупроводника (закись меди).

## Устройство

Структура

Вольт-амперные характеристики селенового и купроксного выпрямителей. Для наглядности ось обратных токов растянута, ось обратных напряжения сжата.

Представляет собой медную пластину, на поверхности которой сформирован тонкий слой закиси меди. Слой закиси меди получается при обжиге медной пластины в атмосфере кислорода.
При этом образующаяся на поверхности меди плёнка закиси меди, полученная при избытке кислорода, приобретает тип p-проводимости, а более глубокий слой закиси меди на поверхности меди, обогащённый ионами меди, — тип n-проводимости. На границе раздела этих слоёв образуется p-n-переход.
Для электрического контакта со слоем закиси меди на поверхность закисного слоя накладывается либо свинцовая пластина, либо наносится слой мелкодисперсного графита, либо наносится разбрызгиванием слой легкоплавкого сплава, например, сплава Вуда. Поверх этого проводящего слоя накладывается латунная пластина, выполняющая также функцию теплоотвода (радиатора). Несколько полученных таким способом отдельных вентилей обычно собирают в сборки — «столбы».
При изготовлении купроксного элемента может использоваться только химически очень чистая медь, обычная электротехническая медь непригодна для применения для этой цели, так как содержит большое количество примесей. Кроме того, температура при получении слоя закиси тщательно контролируется и должна находится в пределах 1020—1040 °С.

## Параметры и свойства

Вольт-амперные характеристики купроксного выпрямителя средней мощности

Допустимое обратное напряжение на вентиле не превышает 10 В. При обратном напряжении 20—30 В происходит пробой. Для работы при бо́льших напряжениях и увеличения выпрямленного тока используется последовательное соединение отдельных закисных диодов в выпрямительные столбы, собранные на болтах или шпильках.
Максимальная рабочая температура вентиля не должна превышать 60 °C. При бо́льших температурах вентиль теряет свои выпрямительные свойства. Для снижения температуры применяется радиаторные пластины.
Максимальная допустимая плотность тока медно-закисных вентилей около 0,1 А/см².